# Font de la Torre
La Font de la Torre és una obra d'Òdena (Anoia) inclosa a l'Inventari del Patrimoni Arquitectònic de Catalunya.

## Descripció
Es tracta d'una font pública adossada a la paret d'un dipòsit. Està formada per dues bandes verticals rematades per rajoles vidrades de color blau i de decoració flora, i una part central. En aquesta s'hi troba, a la part més baixa, el broc i a la part central una placa realitzada amb mosaic de colors on s'hi inscriu l'any de la construcció de la font. És rematada per tres bandes de rajoles vidriades de color blau a manera de petita vessant.

## Història
L'any 1923, el govern civil autoritzà a l'ajuntament d'Òdena per fer un préstec per portar l'aigua corrent al nucli urbà. El projecte d'elevació fou encarregat a l'arquitecte Josep Pausas. El 1924 en Jaume Vich i Casanovas cedí el terreny per construir el dipòsit sota el castell per poder pujar l'aigua del riu. Un any després es construeix la font per a ús públic. El projecte de portar aigua al poble, des de la riera d'Òdena, és de l'any 1923. L'any següent ja estava inaugurada la font del carrer de la Torre, sota el castell. La pica, situada a terra, està emmarcada amb dues pilastres i un cos central amb teuladet de ceràmica. Un plafó fet amb trencadís duu la dat de 1924.